# ليونارد كاتس
ليونارد كاتس (بالإنجليزية: Leonard Katz)‏ هو عالم نفس أمريكي، ولد في 1938.